# Las Varas, Nayarit
Las Varas är en ort i Mexiko.   Den ligger i kommunen Compostela och delstaten Nayarit, i den centrala delen av landet, 700 km väster om huvudstaden Mexico City. Las Varas ligger 27 meter över havet och antalet invånare är 12 837.
Terrängen runt Las Varas är kuperad åt sydost, men åt nordväst är den platt. Runt Las Varas är det ganska tätbefolkat, med 54 invånare per kvadratkilometer. Las Varas är det största samhället i trakten. I omgivningarna runt Las Varas växer i huvudsak lövfällande lövskog.